# Kristian Vigenin
Kristian Ivanov Vigenin (in bulgaro Кристиан Иванов Вигенин?; Sofia, 12 giugno 1975) è un politico bulgaro. È ministro degli affari esteri del Governo Orešarski dal 29 maggio 2013.

## Biografia
Alle elezioni europee straordinarie del 2007 è stato eletto parlamentare europeo nella VI legislatura.
Due anni più tardi si è candidato nella Coalizione per la Bulgaria alle elezioni europee del 2009 ed è stato eletto nuovamente deputato nella VII legislatura.
Dopo le elezioni parlamentari in Bulgaria del 2013 è stato nominato ministro degli affari esteri nel governo formato dal primo ministro Plamen Orešarski, sostenuto dai socialisti e dai turco-liberali.